# Juan Rafael Mora Porras

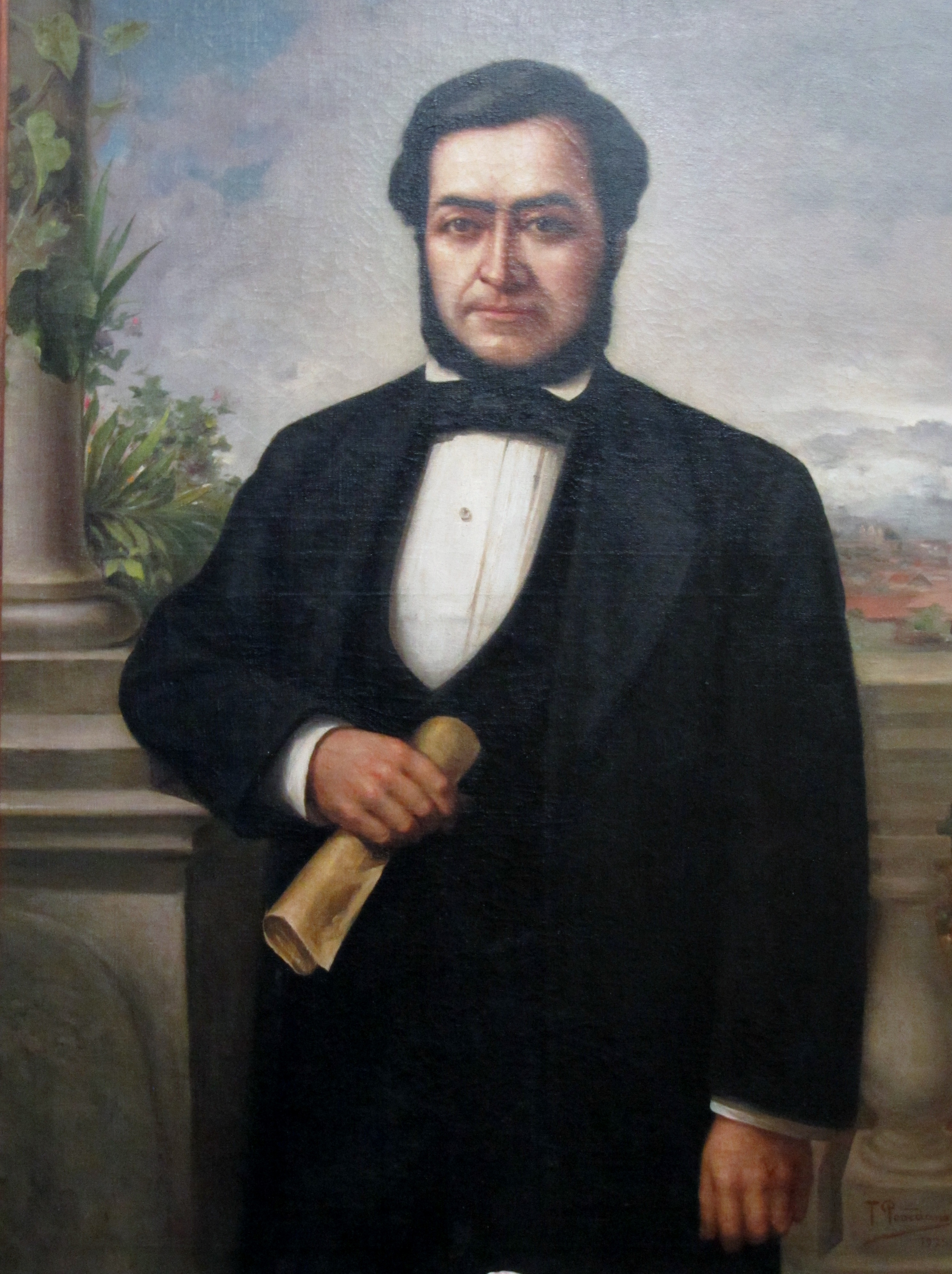
Juan Rafael Mora Porras (gemalt von Tomás Povedano)

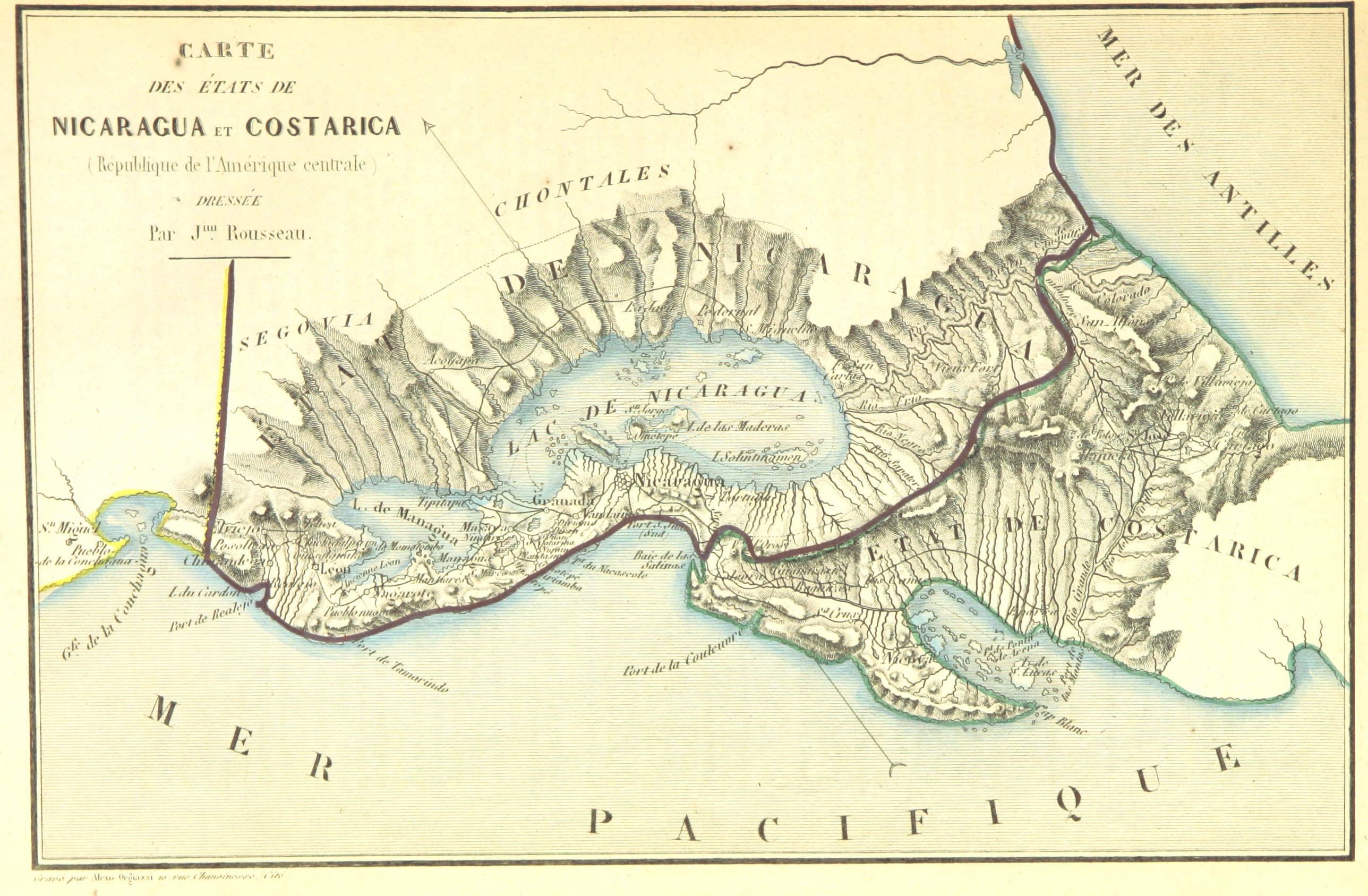
Grenzverlauf zwischen Nicaragua und Costa Rica vor 1850

Juan Rafael Mora Porras (* 8. Februar 1814 in San José; † 30. September 1860 in Puntarenas) war vom 26. November 1849 bis 14. August 1859 Präsident von Costa Rica.

## Leben
Seine Eltern waren Ana Benita Porras y Ulloa und Camilo Mora y Alvarado.
Er war Mitglied der Partido Liberal.
1837 war er Bürgermeister von San José und verkaufte Immobilien der Kommune über sein Maklerbüro mit beachtlichen Preissteigerungen weiter.
Auf seinen Latifundien ließ er Kaffee und Zuckerrohr anbauen.
1847 wurde er Stellvertreter des Präsidenten José María Castro Madriz ernannt und 1848 aus der Stellvertretung entlassen.
1849 wurde er Stellvertreter des Präsidenten José María Castro Madriz ernannt.
Eine Putschdrohung von General José Manuel Quirós y Blanco drängte José María Castro Madriz sein Amt am 16. November an José Miguel Mora Porras abzutreten. José Miguel Mora Porras gab das Amt am 26. November 1849 an seinen Bruder Juan Rafael weiter. Später wurde Juan Rafael vom Parlament in diesem Amt bestätigt.
In seiner Amtszeit wurde die Unabhängigkeit von Costa Rica durch die ehemalige Kolonialmacht Spanien anerkannt. Papst Pius IX. verfügte 1850 die Bildung des Bistums von Costa Rica und ernannte Anselmo Llorente y Lafuente zu ihrem Bischof.
1851 gab es eine Straßenbeleuchtung in San José. Für die Universidad de Santo Tomás wurde ein Gebäude errichtet. Für seine Zuckerproduktion ließ Mora eine staatliche Fábrica Nacional de Licores erstellen. Ingeniero Nicolás Gallegos entwarf den ersten Stadtplan von San José.
1853 wurde er wiedergewählt.
Er ließ die Straße von Cartago zum Puerto de Puntarenas ausbauen. Durch die Straße wurde die wirtschaftliche Entwicklung von Costa Rica beschleunigt.
Mora Porras erkannte als einer der ersten die Gefahr, die von William Walker und den Filibustern für Zentralamerika ausging und ließ sie ab Anfang 1856 entschieden bekämpfen.
In der ersten Phase des Krieges gab er sein Präsidentenamt an seinen Stellvertreter Francisco María Oreamuno ab und kommandierte die Truppen von Costa Rica siegreich in der Schlacht von Santa Rosa, der Schlacht von Sardianal und in der ersten Schlacht von Rivas.
Die costa-ricanischen Truppen brachten aus Nicaragua die Cholera mit, die in Costa Rica 10.000 Opfer forderte, nahezu ein Zehntel der damaligen Bevölkerung.
Der Krieg gegen die Filibusteros wurde 1857 fortgesetzt, nachdem es Máximo Blanco gelungen war, mit einem Feldzug auf dem Río San Juan diesen unter die Kontrolle von Costa Rica zu bringen und damit die Filibusteros vom Nachschub von der industrialisierten Ostküste der USA abzuschneiden.
Juan Rafael Mora Porras schloss Verträge mit dem britischen Abenteurer William Webster über einen interozeanischen Weg, was auf Ablehnung in Nicaragua stieß, dessen Regierung unter Máximo Jerez Tellería 1857 Costa Rica den Krieg erklärte.
Am 15. April 1858 unterzeichnete Tellería als Bevollmächtigter in Costa Rica den Tratado Cañas-Jerez über den Grenzverlauf zwischen den beiden Länder. Der Bevollmächtigte von Costa Rica war José María Cañas Escamilla. Costa Rica erhielt keinen Zugang zum Nicaraguasee, ⁣⁣ aber das Wegerecht auf dem Río San Juan.
Nachdem Mora Anfang 1859 für eine dritte Amtszeit wiedergewählt worden war, stürzte ihn der Kommandant der Garnison von San José durch einen Putsch am 14. August 1859. Er war gezwungen, das Land zu verlassen und ließ sich in El Salvador nieder.
Bei den Wahlen 1860 nominierte die Partido Liberal seinen Verwandten Manuel Mora Fernández als Präsidentschaftskandidaten.
Präsident wurde José María Montealegre Fernández. Dieser versuchte, ein Übereinkommen mit Juan Rafael Mora Porras zu finden, und diesen zum Machtverzicht zu bewegen, diese Anstrengungen zeitigten kein Ergebnis.
Juan Rafael Mora Porras ging im September 1860 im Hafen von Puntarenas mit einigen Freunden und Verwandten von Bord – in der Illusion, sein Erscheinen werde einen Aufstand zu seinen Gunsten auslösen.
Die Regierung von Montealegre sandte ihm Truppen entgegen. In einer Schlacht in La Angostura wurden die Moranistas geschlagen. Mora wurde gefangen genommen und durch ein Kriegsgericht zum Tod verurteilt. Er wurde am 30. September 1860 in Puntarenas mit General Cañas füsiliert. Seine sterblichen Überreste ruhen auf dem Cementerio General von San José.

## Persönliches
Mora Porras’ Geschwister waren
1. Ana María Mora Porras, die Ehefrau von José María Montealegre Fernández
2. Guadalupe Mora Porras, die Ehefrau von General José María Cañas Escamilla
3. José Miguel Mora Porras
4. General José Joaquín Mora Porras

Am 24. Juni 1847 heiratete er in San José Cueto Inés Aguilar, Tochter von Manuel Aguilar Chacón. In dieser Ehe wurden sieben Kinder geboren: Elena, Teresa, Alberto, Amelia, Juan de Dios, Camilo und Juana Mora Aguilar.